# La Reine des ténèbres
La Reine des ténèbres (Fantaghirò 3) est le troisième épisode de la série télévisée La Caverne de la rose d'or diffusé pour la première fois sur Canale 5 le 20 décembre 1993.

## Résumé
Les enfants de rois et de reines sont capturés par des soldats de terre, commandés par le prince des ténèbres, Tarabas, à cause de la prophétie d'un vieux sorcier lui annonçant que son pouvoir maléfique se retrouverait affaibli par l'innocence d'un enfant royal. Fantagaro et Romualdo tentent de repousser les soldats attirés dans leur château mais ceux-ci sont invulnérables, seule l'eau semble pouvoir les paralyser et leur redonner leur aspect de soldat d'argile. Fantagaro confie des bébés pantins à Romualdo pour qu'il fasse diversion et attire les soldats vers la rivière. Fantagaro le rejoint rapidement pour lui venir en aide, mais malheureusement, Romualdo tombe dans l'eau contaminée par l'armée de Tarabas et se transforme en pierre. Les lutins de la forêt parviennent à extirper Romualdo de l'eau et la reine des elfes comprend que Tarabas, le démon noir redouté de tous les mages, est à l'origine du maléfice. Elle conseille à Fantagaro de renoncer à le combattre, mais Fantagaro ne se dérourage pas, surtout après avoir vu des larmes couler des yeux de Romualdo, lui indiquant qu'il est toujours vivant. Éclair et Tonnerre rassemblent les différentes pierres qui représentent des morceaux de la reine noire dispersés à l'endroit où elle avait explosé (à la fin de l'épisode précédent). Tonnerre jette un peu de poudre de nuage sur les morceaux afin de les réanimer et Éclair promet à la reine noire de lui rendre son corps si elle accepte d'aider Fantagaro. Mais la sorcière se rit d'elle. De son côté, Tarabas interroge un à un les enfants qu'il a capturés pour essayer de savoir lequel d'entre eux est capable d'anéantir ses pouvoirs. Mais les enfants sont trop apeurés. Il tente de les rassurer, mais sans succès. Tarabas les enferme alors dans une petite maison en pâte d'amande, qui leur est impossible de manger, puisqu'un maléfique fait apparaitre une grille sur leur visage. Fantagaro, chargée de plusieurs gourdes remplies d'eau, se rend dans un royaume voisin attaqué par les soldats d'argile et tente d'aider le roi présent. Malheureusement, les deux souverains meurent en laissant derrière eux une petite princesse, Smeralda, dont le roi avant de mourir a confié la garde à Fantagaro. Fantagaro lance un appel à Tarabas et le défi. Son appel est entendu par le sorcier, qui part à sa rencontre. Smeralda se cache dans les appartements et refuse d'abord de suivre Fantagaro mais finit par être convaincue. Grâce à Tonnerre qui provoque une averse orageuse, tous les soldats présents sur le royaume sont pétrifiés et Fantagaro et Smeralda peuvent repartir sans risque. Transformé en aigle, Tarabas s'approche de Fantagaro et l'ensorcèle. Mais Smeralda le chasse et le blesse à l'oeil. Fantagaro le retrouve un peu plus loin, sous son apparence humaine et vient à son secours, ignorant qu'il s'agit de Tarabas. Le sorcier se réveille et propose de les escorter à travers les bois.

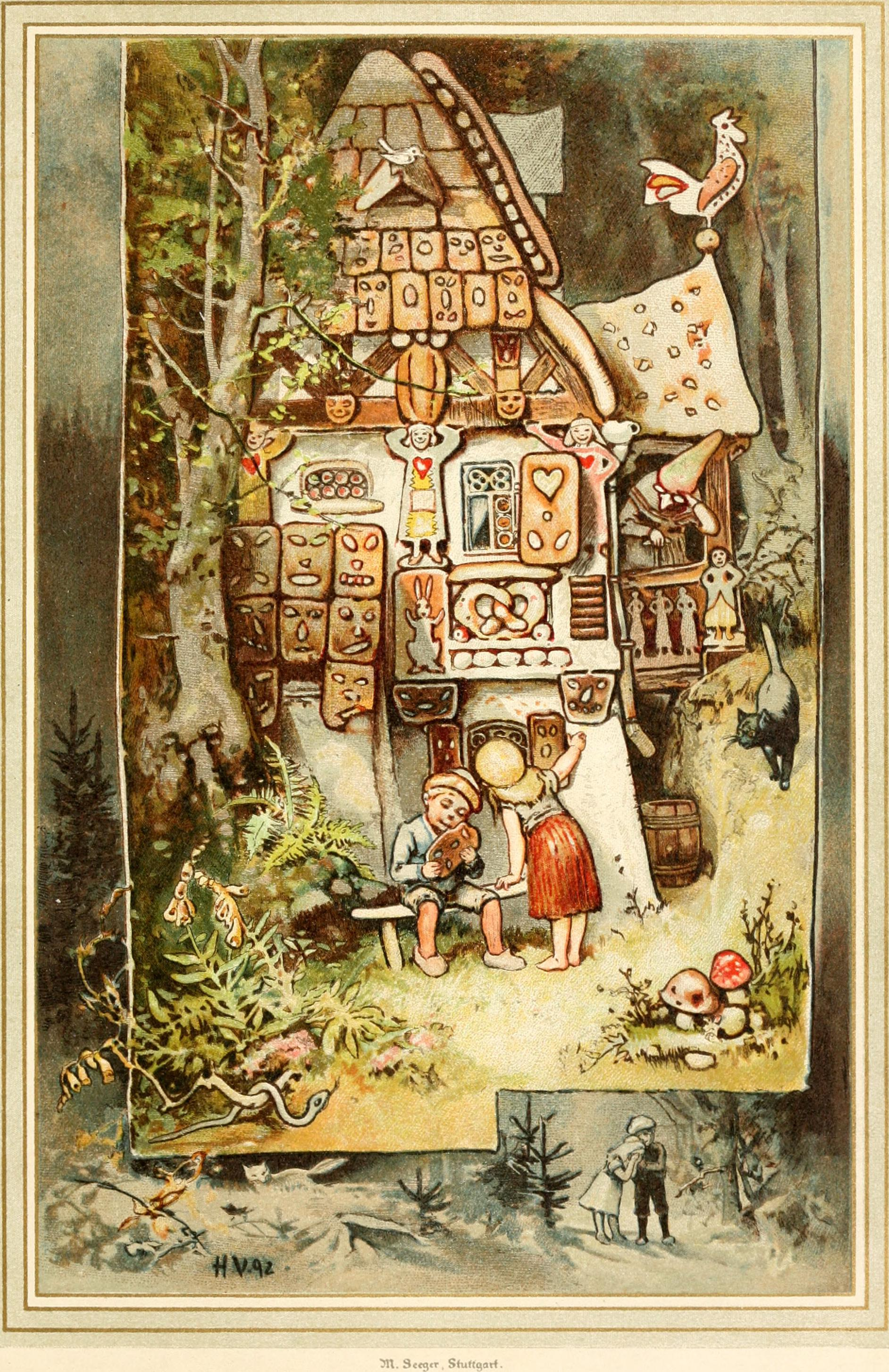
La maison en pâte d'amande s'inspire du conte Hansel et Gretel.

Par précaution, Fantagaro dit à l'étranger que Smeralda est sa fille (Tarabas ignore ainsi que Smeralda est fille de roi). Mais Smeralda en veut à Fantagaro de se faire passer pour sa mère. Durant la nuit suivante, Tarabas et Fantagaro discutent autour du feu de camp et les sentiments du sorcier évoluent. Lorsqu'il ressent l'envie d'embrasser Fantagaro durant son sommeil, Tarabas se transforme en créature monstrueuse et s'enfuit. Sa mère Xellesia le retrouve et lui explique qu'il ne peut ressentir de l'amour pour quelqu'un sans avoir à se transformer. Smeralda s'exerce avec la pierre qui revient. Mais hélas, celle-ci est interceptée par des soldats d'argile présents dans la forêt. Smeralda, poursuivie par les soldats, est mise à l'abri par Tarabas, qui fige ses soldats d'un geste sous les yeux de la fillette. Fantagaro, qui n'a pas vu la scène, arrive au même moment et le félicite d'avoir eu de l'eau sur lui. Tarabas retrouve Smeralda un peu plus loin et lui demande de garder le secret sur ce qu'elle a vu. La petite fille se méfie, mais l'étranger lui ayant sauvé la vie, accepte de se taire. Lorsque Fantagaro comprend que l'homme souhaite l'empêcher d'affronter Tarabas, Fantagaro le menace de son épée et l'homme décide de repartir. De retour dans son royaume, Tarabas apprend de sa mère qui est exactement Fantagaro et pourquoi elle le recherche. Fantagaro et Smeralda, de leur côté, trouvent refuge dans un château en ruine et son rejointes par Éclair et Tonnerre. Les gnomes se révoltent contre la reine Xellesia et viennent informer Fantagaro de l'emplacement de Tarabas. Xellesia réveille ses spectres pour qu'ils prennent le relais des soldats d'argile qui ont échoué dans leur mission. Éclair et Tonnerre réaniment la reine noire, malgré sa mauvaise volonté. Éclair lui promet sa partie manquante (son cœur) uniquement si elle accepte d'enseigner à Fantagaro les bases de la magie noire pour qu'elle puisse se défendre contre Tarabas. La reine noire rit de tout ce que Fantagaro est prête à faire pour Romualdo, mais accepte malgré tout. Cependant, les leçons sont écourtées à cause des spectres qui arrivent.
Malgré les efforts réunis de Fantagaro, la reine noire, Éclair et Tonnerre, les créatures parviennent à enlever Smeralda. Xellesia n'informe pas Tarabas de la capture de la fillette et décide de l'interroger à sa manière. Le groupe de Fantagaro arrive à la maison de pâte d'amande, qui a été indiquée comme entrée du royaume de Tarabas. Ils mangent les murs de la maison et découvrent à l'intérieur les enfants enlevés. Éclair et Tonnerre les ramènent en chariot tandis que Fantagaro et la reine noire, entrent dans la maison et aboutissent dans une grotte. Tarabas s'arrange pour bloquer la reine noire à l'extérieur de son antre et fait désarmer Fantagaro. Il montre son visage et Fantagaro reconnaît l'étranger de la forêt. Tarabas promet à Fantagaro de délivrer Romualdo en échange d'un mariage avec lui. Fantagaro embrasse Tarabas (transformé en monstre) pour obtenir la poudre antidote et confie celle-ci à la reine noire pour qu'elle délivre Romualdo à sa place. Mais Éclair vient informer Fantagaro que la reine noire n'a pas accompli sa mission. Tarabas laisse alors repartir Fantagaro pour lui laisser une chance, mais elle arrive trop tard, la magie de la poudre s'étant éteinte. De son côté, Tarabas délivre Smeralda de justesse de l'emprise de sa mère et retire à cette dernière ses pouvoirs. Ensemble, Tarabas et Smeralda retrouvent Fantagaro aux portes de son royaume. Tarabas embrasse Smeralda, ce qui permet à Fantagaro d'obtenir une nouvelle poudre magique, puis libère Fantagaro de son serment. Romualdo revient à la vie, tandis que la prophétie annonçant que l'innocence d'un enfant vaincrait la cruauté de Tarabas se réalise.

## Fiche technique
- Titre original : Fantaghirò 3
- Titre français : La Reine des ténèbres
- Réalisation : Lamberto Bava
- Scénario : Gianni Romoli
- Musique : Amedeo Minghi
- Production : Andrea Piazzesi
- Sociétés de production : Mediaset
- Pays d'origine:  Italie
- Langues d'origine: anglais
- Pays de tournage:  République tchèque
- Durée : 2 parties de 90 minutes
- Dates de diffusion[1] :
  - Italie : à partir du 20 décembre 1993 sur Canale 5
  - France : à partir de décembre 1994 sur M6.

## Distribution
- Alessandra Martines (VF : Elle-même) : Fantagaro
- Nicholas Rogers (VF : Bernard Tiphaine) : Tarabas
- Ursula Andress (VF : Michelle Bardollet) : Xellesia
- Elena D'Ippolito : Smeralda
- Brigitte Nielsen (VF : Évelyn Séléna) : la reine noire
- Kim Rossi Stuart (VF : Luq Hamet) : Romualdo
- Barbora Kodetová : Catherine
- Kateřina Brožová (VF : Magali Barney) : Caroline
- Anna Geislerová : la reine des elfes
- Jakub Zdenek : Éclair
- Lenka Kubálková : Tonnerre